# La Petite Allumeuse
Pour les articles homonymes, voir Allumeuse.
Pour plus de détails, voir Fiche technique et Distribution.
La Petite Allumeuse est un film franco-suisse réalisé par Danièle Dubroux et sorti en 1987.

## Synopsis
Camille, adolescente de 14 ans s'entiche de Jean-Louis, enseignant de 37 ans et collègue de son père.

## Fiche technique
- Titre : La Petite Allumeuse
- Réalisation : Danièle Dubroux, assisté de Patrick Poubel
- Scénario :  Danièle Dubroux et Régis Franc
- Photographie : Carlo Varini
- Décors : Jean-Paul Ginet
- Son : Jean-Louis Ughetto
- Musique : Vladimir Cosma
- Montage : Claudine Merlin et Sylvie Quester
- Production : Marion's Films - TF1 Films Production - Strada Films
- Pays d'origine :  France -  Suisse
- Durée : 105 minutes
- Date de sortie : France - 12 août 1987

## Distribution
- Roland Giraud : Jean-Louis
- Pierre Arditi : Armand, le père de Camille
- Alice Papierski : Camille
- Tanya Lopert : Colette, la mère de Camille
- Brigitte Roüan : Marie-Thérèse dite 'Biche'
- David Léotard : Samuel
- Aurélia Legay : Fanny
- Philippe Beglia : M. Collin
- Marie-Christine Lafosse : Mme Collin
- Maaike Jansen : Véronique
- Laurence Bru : La brune
- Oscar Castro : Pierre
- Aliou Cissé : Abdoulaye
- Véronique Descamps : La blonde
- François Diene : un pêcher africain
- Jean-Marc Henchoz : le chauffeur de car
- Norbert Letheule : Le chauffeur du poids-lourd
- Sylvain Levignac : Charly
- Riton Liebman : Antoine